# Mario Spreafico
Mario Spreafico (fl. XX secolo) è stato un calciatore italiano, di ruolo difensore.

## Carriera
Con il Savona disputa 11 gare nel campionato di Prima Divisione 1922-1923.